# The Purple Gang
The Purple Gang war eine kriminelle Bande während der US-amerikanischen Alkoholprohibition unter der Führung von Abe Bernstein in den 1920er Jahren insbesondere in Detroit, welche heute der Kosher Nostra zugerechnet wird.

## Geschichte
Die Bande bildete sich aus dem Zusammenschluss junger jüdischer Emigranten, welche sich kriminalisierten und als Diebe und bewaffnete Räuber auftraten und in der Hastings Street von Detroit angesiedelt waren.
Ihr Aktionsradius reichte aber bald bis Chicago. Während der Alkoholprohibition wurde die Bande insbesondere dafür bekannt, Alkoholtransporte zu entführen; also illegale Transporte anderer Krimineller mit Gewalt zu übernehmen. Unter Abe Bernstein weiteten sie ihren Operationsradius erheblich aus und wurden eines der wichtigsten Glieder in der logistischen Kette des Schmuggels von Alkohol aus dem benachbarten Kanada, die insbesondere bis zum Chicago Outfit reichte.
Sie waren für ihr rücksichtsloses Vorgehen bei der Ausübung ihrer kriminellen Aktivitäten bekannt, und ihnen werden bis zu 500 Morde zugerechnet; trotzdem wurden sie von der Polizei kaum belästigt, da ihre Opfer in der Regel andere Mobster waren; u. a. Mitglieder der rivalisierenden Little Jewish Navy.

### Mord an Vivian Welsh
Vivian Welsh hatte sich, erst zwei Jahre im Dienst und frisch verheiratet, zu einem korrupten Polizisten entwickelt. Er erhielt einen Wochenlohn von 10 US-Dollar, arbeitete aber in einem Bezirk, in dem die ihn umgebenden Gangster das Vielfache dieses Betrages täglich durch ihre illegalen Geschäfte verdienten. Insbesondere die Alkoholprohibition bot korrupten Polizisten die Möglichkeit, durch Passivität bei der Strafverfolgung Geld zu verdienen. Da der Purple Gang eine Schlüsselrolle beim Alkoholschmuggel aus dem benachbarten Kanada zukam, unterschätzte Welsh offenbar die Gefahr, als er begann, „Speakeasies“ (am: Flüsterkneipen) auf eigene Rechnung auszunehmen, die bereits Schutzgeld an die Purple Gang bezahlten.
Am 1. Februar 1927 wurde Welsh erschossen; drei Tage nach der Ermordung des Polizisten wurden Abe Bernstein und zahlreiche andere Mitglieder der Purple Gang verhaftet, da das Chevrolet-Coupé seines Bruders Raymond in die Tat verwickelt war. Abe wurde jedoch bald freigelassen; u. a. war in der Presse von Schmiergeldzahlungen, die Welsh von Alkoholschmugglern und in den „Speakeasies“ erpresst haben soll, berichtet worden. Ab diesem Zeitpunkt befanden sich Abe und seine Brüder unter ständiger polizeilicher Aufsicht, und 1931 konnte sein Bruder Raymond wegen des sogenannten „Collingwood Massacre“ angeklagt werden.

### Krieg der Saubermänner
In den Vereinigten Staaten der 1920er Jahre war der Begriff des Arbeitskampfes noch wörtlich zu nehmen. Heuerten zunächst Arbeitgeber bezahlte Schläger an, um Gewerkschaften aus ihren Unternehmen herauszuhalten und Streikbrecher in die Unternehmen zu bringen, hielten die Gewerkschaften bald dagegen, und dadurch war eine Menge Geld zu verdienen. Deshalb waren auch kriminelle Banden in das Geschäft eingestiegen, und auch die Purple Gang verfügte über gewalterprobte Mitglieder für eine solche Geschäftstätigkeit.
Insbesondere die Vorgänge des Alkoholschmuggels konzentrierten sich in den 1920er Jahren auf die Ostküste der Vereinigten Staaten; so blieb die Eskalation im Wäscherei- und Reinigungsgewerbe in Detroit zunächst unbemerkt. Wie in anderen Branchen auch, verlief die Konfliktlinie entlang der Bruchlinie der freien und organisierten Arbeiter und Unternehmen. Ein riesiger Markt war entstanden, der über die Straßenwäschereien hinausging und bis hinein in die Bekleidungsindustrie reichte. Ein ruinöser Wettbewerb der Anbieter um Marktanteile hatte begonnen, und Mitbewerber wurden auch durch illegale Methoden behindert.
Der ruinöse Kampf wurde zunächst durch die Vermittlung von Ben Abrams, offenbar aus dem Umfeld der Seven Group aus Chicago, 1924 beendet. Die Verteilung der Anteile am Geschäft wurden auf Dauer aber nicht von allen akzeptiert, und Sam Sigman, Sekretär der „Perfect Cleaners and Dyers“ in der Caniff Avenue, wollte sich unabhängig machen. Sigman verschwand direkt nach einem Treffen, in dem er seinen Ausstieg offiziell bekannt gegeben hatte und wurde – von zahlreichen Kugeln getroffen – am West Chicago Boulevard tot aufgefunden. Sigman hatte seinen Ausstieg trotz zahlreicher Drohungen verkündet; er selbst war bereits entführt und unter einschlägigen Drohungen vor seiner Haustür abgesetzt worden. Einige seiner Läden waren zuvor bereits mit Stinkbomben attackiert und einige Trucks in Brand gesteckt worden.
Nach der Ermordung Sigmans herrschte dann zunächst für etwa zwei Jahre Ruhe, bis 1926 die Konflikte wieder offen ausbrachen. Zahlreiche Anschläge mit Stinkbomben, Brandanschlägen und Vandalismus (insbesondere auf Fahrzeuge) waren in steigendem Maß zu verzeichnen; trotzdem wollte die örtliche Polizei offiziell den Krieg in der Branche nicht zugeben. Insbesondere nach dem Tod von Louis Green, Angestellter der „Retail Cleaners and Dyers“ war der Konflikt aber offensichtlich. 1928 war dann auch noch Sam Polakoff von der „Union Cleaners and Dyers“ niedergeschossen worden, vier Geschäfte waren durch Dynamit in die Luft geflogen. Neben zahlreichen Entführungen zwischen den beteiligten Seiten, belief sich allein der Sachschaden auf einen sechsstelligen Betrag. Die Polizei sah sich nun genötigt, dringend etwas entscheidendes zu tun.
Auch Mitglieder der Purple Gang waren an diesem lukrativen Geschäftsfeld des „labor racketeering“ beteiligt. Im März 1928 wurden, im Zusammenhang mit dem schärferen Vorgehen der Polizei, Abe Bernstein zusammen mit seinen Brüdern Raymond und Irving, Irving Milberg, Eddie Fletcher, Joe Miller, Abe Kaminsky und die Brüder Abe und Simon Axler angeklagt, Schutzgeld von Reinigungsfirmen gefordert zu haben.
Dabei hatte die Polizei Abe Bernstein zunächst nicht aufgreifen können, da er sich auf der Atlantic City Conference des National Crime Syndicate befand, welche durch Meyer Lansky und Lucky Luciano organisiert worden war. Als er zurückkehrte, konnte er durch die Zahlung von 500 US-Dollar Strafe eine Haftstrafe abwenden.

### Spektakuläre Verbrechen
Insbesondere soll die Bande auch am Valentinstag-Massaker vom 14. Februar 1929 beteiligt gewesen sein. Demnach hätte Al Capone die Brüder Phil und George Lewis sowie Harry Keywell für die Bluttat angeheuert. Beide hatten allerdings ein wasserdichtes Alibi. Allerdings gilt heute (neben dem Italiener) die mit der Purple Gang zeitweise assoziierte Bande der Egan’s Rats – Fred Burke, J.George Zeigler, August „Gus“ Winkeler und Byron „Monty“ Bolton – als an der Tat beteiligt.
Eine weitere (ergänzende) These besagt, dass die Opfer des Massakers eine Schmuggelladung von Abe Bernstein und der Purple Gang erwartet hätten, es sich jedoch dabei um eine Falle von Al Capone gehandelt haben soll. Fred Burke war bereits 1926 in Detroit für die Purple Gang in ähnlicher Weise mit einer Maschinenpistole tätig gewesen (Milaflores-Massaker).
Im Juli 1930 wurde der 15-jährige Arthur Mixon ermordet. Dieser hatte aus Versehen eine Abfüllstation der Bande betreten, in welcher der geschmuggelte Alkohol mit Wasser verdünnt wurde. Philip Keywell und Joe Miller wurden wegen dieses Mordes die ersten verurteilten Bandenmitglieder aufgrund eines Mordes.
Im September 1931 wurden drei Mobster aus Chicago – Hymie Paul, Isadore „Joe“ Sutker, Joe Lebowitz – in einer Wohnung in Detroit ermordet. Für das als „Collingwood Massacre“ bezeichnete Verbrechen wurden Ray Bernstein, Harry Keywell und Irving Milberg zu lebenslangen Haftstrafen verurteilt.
Die Bande wurde auch mit der Lindbergh-Entführung in Verbindung gebracht. Am 1. März 1932 war das Kind von Charles Lindbergh entführt und am 12. Mai tot aufgefunden worden. Aufgrund von Lindberghs Bekanntheitsgrad erregte der Fall großes Aufsehen. Für die Tat wurde dann allerdings der deutschstämmige Bruno Richard Hauptmann verurteilt und 1936 hingerichtet.

### Das Ende
Nach dem Ende der Alkoholprohibition wurde die Bande Mitglied im National Crime Syndicate und verlegte sich auf die Organisation illegalen Glücksspiels; Abe Bernstein wurde Geschäftspartner von Meyer Lansky bei dessen Aktivitäten in Las Vegas.
Allerdings richtete sich die hohe Gewaltbereitschaft der Bande auch zunehmend nach innen und unterminierte die eigene Organisation, was letztendlich zur Auflösung der Bande geführt haben soll.
1931 wurde Irving Shapiro zusammen mit seinem Bruder Meyer Shapiro von Joseph und Louis Amberg in Brooklyn erschossen, dort war es zu Konflikten um die Herrschaft um die Bekleidungsindustrie im „garment district“ (am. garment = Bekleidung) gekommen. 1933 wurden Abe Axler und Eddie Fletcher außerhalb Detroits auf dem Rücksitz eines Wagens tot aufgefunden. 1937 wurden auf das Bandenmitglied Harry Millman mehrmals Mordanschläge verübt, darunter auch ein Attentat mit einer Autobombe. Ein Anschlag in einem Restaurant, vermutlich durch die Murder, Inc. ausgeführt, war schließlich erfolgreich.
Die Lücke wurde dann durch die La Cosa Nostra gefüllt, die in Detroit als The Detroit Partnership, aber auch als Detroit Combination oder Tocco-Licavoli-Zerilli-Familie, bekannt wurde.

## Bekannte Mitglieder
| Name                      | Geburt  | Tod    | † Ursache       | Spitzname/Alias                | Anmerkung                          |
| ------------------------- | ------- | ------ | --------------- | ------------------------------ | ---------------------------------- |
| Axler, Abe                |         | 1931   | ermordet        |                                |                                    |
| Axler, Simon              |         |        |                 |                                | Bruder von Abe Axler               |
| Bernstein, Abe            | um 1892 | 1968   |                 |                                | Bernsteinbrüder                    |
| Bernstein, Irving         |         |        |                 |                                | Bernsteinbrüder                    |
| Bernstein, Isadore        |         |        |                 | Izzy                           | Bernsteinbrüder                    |
| Bernstein, Raymond        |         | 1966   | natürlicher Tod | Raymond Shapiro                | 1931–1964 in Haft; Bernsteinbrüder |
| Bernstein, William Joseph |         |        |                 | Bugs Bill / Bill Bursteinowicz | Bernsteinbrüder                    |
| Fleisher, Harry           |         | 1950er | natürlicher Tod |                                | Alcatraz-Häftling No. 320          |
| Fleisher, Sam             |         |        |                 |                                | Alcatraz-Häftling No. 327          |
| Fletcher, Eddie           |         | 1933   | ermordet        |                                |                                    |
| Kaminsky, Abe             |         |        |                 |                                |                                    |
| Keywell, Harry            | 1910    | 1997   | natürlicher Tod |                                | 1931–1965 in Haft                  |
| Keywell, Philip           |         |        |                 |                                | ab 1930 in Haft                    |
| Raider, Morris            |         |        |                 |                                | 12–15 Jahre Haft wg. Mord          |
| Miller, Joe               |         |        |                 | Honey Boy                      |                                    |
| Millman, Harry            |         | 1937   | ermordet        |                                |                                    |
| Milberg, Irving           |         | 1938   | natürlicher Tod |                                | ab 1931 in Haft                    |
| Selbin, Ziggy             |         | 1929   | ermordet        |                                |                                    |
| Shapiro, Irving           |         | 1931   | ermordet        |                                | Bruder von Jacob „Gurrah“ Shapiro  |
| Tolzdorf, John            |         |        |                 |                                |                                    |

## Adaptionen
- Die US-amerikanische Fernsehserie Die Unbestechlichen widmete sich in der siebten Folge der zweiten Staffel, die am 1. Dezember 1960 erstmals ausgestrahlt wurde, der Purple Gang.